# Сояпанго
Сояпанго (ісп. Soyapango) — місто в Сальвадорі, розташоване в департаменті Сан-Сальвадор.

## Історія
В 1550 році було засноване село під назвою Сояпанго. В 1740 році село отримало статус міста і було перейменоване в Сан-Антоніо-де-Сояпанго.
З 1979 по 1992 роки, коли в країні бушувала громадянська війна, в місті проживало велике число біженців із сільської місцевості.